# 1051
| [ Edytuj tabelę ]          |                                    |
| Książę Polski              | - 1034 Kazimierz I Odnowiciel 1058 |
| Król Angkoru               | - 1048 Udajaditjawarman II 1066    |
| Król Anglii                | - 1042 Edward Wyznawca 1066        |
| Król Aragonii i Nawarry    | - 1035 Ramiro I 1063               |
| Hrabia Barcelony           | - 1035 Rajmund Berengar I 1076     |
| Książę Bawarii             | - 1049 Konrad I 1053               |
| Książę Burgundii           | - 1032 Robert I 1076               |
| Cesarz Bizancjum           | - 1042 Konstantyn IX Monomach 1055 |
| Cesarz Chin                | - 1022 Song Renzong 1063           |
| Książę Czech               | - 1035 Brzetysław I 1055           |
| Król Danii                 | - 1047 Swen II Estrydsen 1074      |
| Władca Egiptu              | - 1036 Al-Mustansir 1094           |
| Król Francji               | - 1031 Henryk I 1060               |
| Król Gruzji                | - 1027 Bagrat IV 1072              |
| Hrabia Holandii            | - 1049 Floris I 1061               |
| Cesarz Japonii             | - 1045 Go-Reizei 1068              |
| Kalif                      | - 1031 Al-Ka’im 1075               |
| Król Kastylii              | - 1035 Ferdynand I Wielki 1065     |
| Wielki książę Kijowa       | - 1019 Jarosław Mądry 1054         |
| Patriarcha Konstantynopola | - 1043 Michał I Cerulariusz 1058   |
| Władca Korei               | - 1046 Munjong 1083                |
| Król Leónu                 | - 1037 Ferdynand I Wielki 1065     |
| Król Norwegii              | - 1045 Harald III Srogi 1066       |
| Książę Obodrzyców          | - 1043 Gotszalk 1066               |
| Hrabia Palatynatu          | - 1045 Henryk I ze Szwabii 1061    |
| Papież                     | - 1049 Leon IX 1054                |
| Hrabia Portugalii          | - 1050 Nuno II 1071                |
| Cesarz rzymski (niemiecki) | - 1046 Henryk III 1056             |
| Książę Saksonii            | - 1011 Bernard II 1059             |
| Król Szkocji               | - 1040 Makbet 1057                 |
| Król Szwecji               | - 1050 Emund Stary 1060            |
| Doża Wenecji               | - 1043 Domenico Contarini 1071     |
| Król Węgier                | - 1047 Andrzej I 1061              |

Rok 1051 / MLI
stulecia: X wiek ~
XI wiek ~
XII wiek

lata: 1041 «
1046 «
1047 «
1048 «
1049 «
1050 «
1051
» 1052
» 1053
» 1054
» 1055
» 1056
» 1061

## Wydarzenia na świecie
- 19 maja – król Francji Henryk I ożenił się po raz trzeci z księżniczką ruską Anną Jarosławówną, córką wielkiego księcia kijowskiego Jarosława I Mądrego.
- Założenie klasztoru Ławry Peczerskiej.

## Zmarli
- 26 marca – Hugon IV, hrabia Maine (ur. ?)
- 10 sierpnia – Drogo de Hauteville, książę Apulii (ur.  ok. 1010)
- data dzienna nieznana:
  - Anund Jakub – król Szwecji (ur. ok. 1008)
  - Định Hương – wietnamski mistrz thiền ze szkoły vô ngôn thông